# گاما دلفین

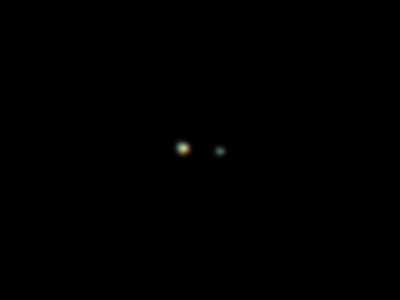
ستارهٔ گاما دلفین در منظومهٔ خورشیدی – ۲۰۲۳

گاما دلفین یک ستاره است که در صورت فلکی دلفین قرار دارد.